# Lac Labrecque (Labrecque)
Pour les articles homonymes, voir Labrecque (homonymie) et Lac Labrecque.
Le lac Labrecque est un plan d'eau douce du bassin versant de la rivière Mistouk, situé sur la rive Nord du fleuve Saint-Laurent, dans la municipalité de Labrecque, dans la municipalité régionale de comté (MRC) Lac-Saint-Jean-Est, dans la région administrative de la Saguenay-Lac-Saint-Jean, dans la province de Québec, au Canada.
La foresterie constitue la principale activité économique du secteur ; les activités récréotouristiques en second avec une centaine de chalets aménagés surtout dans la baie de l’Est et autour de l’embouchure de la rivière aux Sables ; la zone de village, en troisième.
La rue Principale loge la rive Nord et la rive Ouest du lac ; la rue Damasse dessert la rive Sud et le chemin des vacanciers dessert la rive Est. Plusieurs routes forestières secondaires desservent les baies et les environs du lac Labrecque pour les besoins des activités récréotouristiques,,.
La surface du lac Labrecque est habituellement gelée de la fin novembre au début avril, toutefois la circulation sécuritaire sur la glace se fait généralement de la mi-décembre à la fin mars.

## Géographie
Les principaux bassins versants voisins du lac Labrecque sont :
- côté Nord : lac Tchitogama, rivière Péribonka, rivière Brûlée ;
- côté Est : décharge du lac Brisson, décharge d’un ensemble de lacs dont le lac Tommy, Rivière à l'Ours ;
- côté Sud : ruisseau Damas, ruisseau Gervais, rivière Saguenay ;
- côté Ouest : rivière Mistouk, rivière Péribonka, lac Saint-Jean[1].

Le lac Labrecque est surtout entouré de zones forestières ; le village de Labrecque est situé au Sud-Ouest. Le lac Labrecque comporte une longueur de 5,0 km, une largeur maximale de 1,7 km et une altitude de 135 m. Ce plan d’eau ressemblant à un croissant est caractérisé par la pointe du Curé-Dufour qui est rattachée au milieu de la rive Sud et par une presqu’îles rattachée à la rive Nord s’étirant sur 0,5 km vers le Sud ; cette presqu’île comportant de nombreux chalets est traversée dans le sens de sa longueur par le cours de la rivière aux Sables (sens Nord-Sud).
L’embouchure du lac Labrecque est localisée au village de Labrecque, à :
- 21,0 km au Nord-Est de l’embouchure du lac Saint-Jean (confluence avec la rivière Saguenay) ;
- 10,6 km au Sud-Est du cours de la rivière Péribonka ;
- 12,5 km au Nord-Est de l’embouchure de la rivière Mistouk ;
- 17,1 km au Nord-Est du centre-ville de Alma ;
- 43,5 km au Nord-Ouest du centre-ville de Saguenay[1].

À partir de l’embouchure du lac Labrecque, le courant suit le cours de la rivière Mistouk sur 17,0 km vers le Sud-Ouest, pour se déverser sur la rive Nord de la rivière Saguenay. De là, le courant suit le cours successivement de cette dernière rivière, jusqu’au fleuve Saint-Laurent.

## Toponymie
Dans son rapport de 1895 sur le canton de Labrecque, l'arpenteur-géomètre Jean Maltais, fait référence à « lac aux Brochets » pour identifier cette étendue d'eau. La toponymie québécoise compte 12 plans d’eau utilisant le terme « Labrecque ». Le nom du lac Labrecque reprend le nom de la municipalité et du canton où il est situé. Ces deux entités commémorent Mgr Michel-Thomas Labrecque, évêque de Chicoutimi entre 1892 à 1928.
Le toponyme « Lac Labrecque » a été officialisé le 5 décembre 1968 par la Commission de toponymie du Québec.